# Arrotxapea
Arrotxapea (castellà Rochapea) és un barri de la ciutat de Pamplona, capital de la Comunitat Foral de Navarra.Té una població de 25.117 habitants (cens de 2008). Limita al nord amb Buztintxuri, Artika i Antsoain, al sud amb el riu Arga, a l'est amb Txantrea i a l'oest amb San Jorge / Sanduzelai.

## Història
Situat al peu de les antigues muralles, paral·lel al riu Arga, fou l'únic barri de Pamplona que va sorgir als extramurs de la ciutat, ja que a Pamplona, en ser "Plaça Forta", s'impedia l'edificació a la seva rodalia per raons de defensa, per ser "zones polèmiques" en l'argot militar. Per aquesta raó en aquesta zona es podia construir amb certes condicions, com era que no superessin els 10 metres d'altura i amb materials de construcció poc resistents com el maó. A partir de les Reals Ordres de 1900 i 1901 es va permetre construir sense límits ni en altures ni quant a materials.
Per això és el barri més antic de Pamplona, exceptuant el Nucli Antic, fundat pels hortolans, que treballaven i vivien extramurs. La Rotxapea pren el seu nom de la "torre de la Rocha" que defensava el burg de San Cernin en la part que avui ocupa el Museu de Navarra. Inicialment es coneixia com a "Jus la Rocha" que en la llengua dels habitants del burg, occità, significa "sota la Rocha" és a dir "els terrenys que s'estenen sota la Rocha". Posteriorment el nom és basconiitxà a Arrotxapea, posant el sufix -pea que significa sota i, per tant, amb el mateix significat.
Hi ha referències al llarg de la història d'aquest barri. En 1773 durant la Guerra de la Convenció va ser arrasat per tropes franceses, deixant a 1.500 persones sense habitatge. Al començament del segle XX es van edificar habitatges de classes populars sense un ordre urbanístic i es van instal·lar foses i noves indústries, sense abandonar les hortes.
Per accedir a l'antiga Arrotxapea des de la ciutat s'havia de travessar el portal de l'Arrotxapea de 1533 que es trobava al final de la costa de Santo Domingo. Aquest portal va ser derrocat en 1914, quan el sistema defensiu de les muralles s'havia tornat ineficaç. Per aquesta porta se sortia al barri d'adobadors, just abans del pont de l'Arrotxapea, format per unes quantes cases en la riba del riu. Les hortes que es trobaven prenien el nom del seu propietari.
En ple desenvolupament urbanístic, combina el barri els edificis més moderns i residencials, amb uns altres que sobrepassen els 60 anys de vida. No en va, aquest barri també és conegut popularment com La Rotxa.
Les seves festes oficials són la segona setmana del mes de Juny.

## Llocs d'interès
L'encreuament de Cuatrovientos, l'església de l'Au María, o el bulevard del Riu *Arga, constitueixen tres dels més destacables punts coneguts de l'Arrotxapea.
En aquest barri es troben els següents monuments o edificis significatius:
- Pont de San Pedro. El seu origen sembla que remunta a l'època romana, però va ser transformat de substanciosa en l'època medieval
- Pont de Santa Engracia. També d'època medieval.
- Pont Nou de Santa Engracia o Pont de Cuatrovientos. Construït en 1790 i que va tenir gran rellevància en diferents guerres. Per ell va transcórrer el desaparegut tramvia "El Irati"
- Monestir Vell de San Pedro és l'únic testimoniatge dels nombrosos convents que en segles passats es trobaven als extramurs de la ciutat. Hi ha notícies d'aquest convent des del segle xiii, no obstant això, la construcció actual data bàsicament del segle xviii. L'Església que serveix de parròquia, aquesta formada per una sola nau, petita cúpula i volta de canó amb llunetes i ornamentació geomètrica. Aquest antic monestir avui alberga el Museu d'Ambientació Ambiental de San Pedro, la Biblioteca Pública del Barri, l'Escola Taller d'Enquadernació de l'Ajuntament de Pamplona i algunes oficines d'aquest ajuntament.
- Residència d'Oblates,realitzat per l'arquitecte Eugenio Arraiza en 1945 i posteriorment ampliat pel mateix arquitecte en 1953. Juntament amb el Monument als Caiguts i l'edifici que va ser el Govern Civil i actualment és la Delegació del Govern de Navarra reflecteixen la intencional monumentalitat de l'època franquista. Amb similituds en les formes palatines del segle xvii, amb la combinació del maó vermell amb la pedra i teulada de pissarra, alleugerit amb amplis finestrals.
- Fàbrica Iwer construïda en cinc fases iniciada en 1945 pels enginyers industrials catalans Arnau i Francesc Izard, i l'última en 1967 amb participació de Mariano R. Zunzarren. El més característic és la torre del rellotge central.
- Centre de Salut en 1991 per Ana Arriazu i Ramón Garitano.
- Corralillos del Gas: de construcció moderna i decorats amb unes pintures murals d'estil grafiti, tenen interès per ser els corrals en els quals es guarden les ramaderies que participen en els encierros de San Fermín. D'aquests corralillos parteix en enfosquir, entre el 6 i el 13 de juliol, el recorregut que fan els toros fins als corrals de Santo Domingo, d'on surten l'endemà al matí per protagonitzar l'encierro.

## Comunicacions
Línies del Transport Urbà Comarcal que comuniquen el barri amb la resta de la ciutat i la Conca de Pamplona.
| Línia    | Trajecte                                                    | Horari        | Freqüència |
| -------- | ----------------------------------------------------------- | ------------- | ---------- |
| Línia 3  | Circular Oeste – Centro Antsoain                            | 06:29 - 22:21 | 10´        |
| Línia 6  | Arrotxapea - UPNA                                           | 06:45 - 22:15 | 15´        |
| Línia 7  | Villava – Txantrea - Barañain                               | 06:25 - 22:30 | 10-12´     |
| Línia 14 | Ajuntament – Arrotxapea                                     | 06:40 - 22:20 | 15´        |
| Línia 21 | Circular Oeste – Centro Antsoain                            | 06:30 - 22:26 | 10´        |
| Línia N7 | Ps. Sarasate – San Jorge – Txantrea – Cl. Cortes de Navarra | 23:00 - 0:10  | 35´        |